# Рихтерит
Рихтерит — минерал из группы щелочных амфиболов. Формула Na2Ca(Mg, Fe2+,Mn,Fe3+,Al)5[(OH,F)|Si4O11]2. Конечный член изоморфного ряда рихтерит-феррорихтерит. Спайность совершенная по (110), угол 55°33'. Цвет бурый, жёлтый, зелёный. Образует волокнистые кристаллы и асбестовидные скопления. Под действием паяльной трубки плавится с трудом. В кислотах не растворяется.
Кристаллы от длинно- до короткопризматических или игольчатые до волосовидных. Иногда в виде параллельно-шестоватых или параллельно-волокнистых, асбестовидных агрегатов и спутанно-волокнистых масс.
Предположительно, образует непрерывный изоморфный ряд с актинолитом.

## Нахождение
В щелочных магматических породах, как минерал контактовых зон в скарнах и высокотемпературно-метаморфизованных известняках, среди гидротермальных продуктов в магматических породах основного состава, в метаморфизованных месторождениях железо-марганцевых руд, а также в мраморах.
Впервые найден на месторождении Лонгбан, Швеция (Långban, Filipstad, Värmland, Sweden).